# Hylotrupes
Hylotrupes is een kevergeslacht uit de familie van de boktorren (Cerambycidae). De wetenschappelijke naam van het geslacht werd voor het eerst geldig gepubliceerd in 1834 door Audinet-Serville.

## Soorten
Hylotrupes is monotypisch en omvat slechts de volgende soort:
- Hylotrupes bajulus (Linnaeus, 1758)